# Papp Ferenc (irodalomtörténész)
Papp Ferenc (Nemesmagasi, 1871. december 12. – Budapest, 1943. október 12.) irodalomtörténész, kritikus, pedagógus, a Magyar Tudományos Akadémia rendes tagja. Irodalomtörténeti munkássága főként Kemény Zsigmond és Gyulai Pál életművének monografikus feldolgozása kapcsán jelentős.

## Életútja

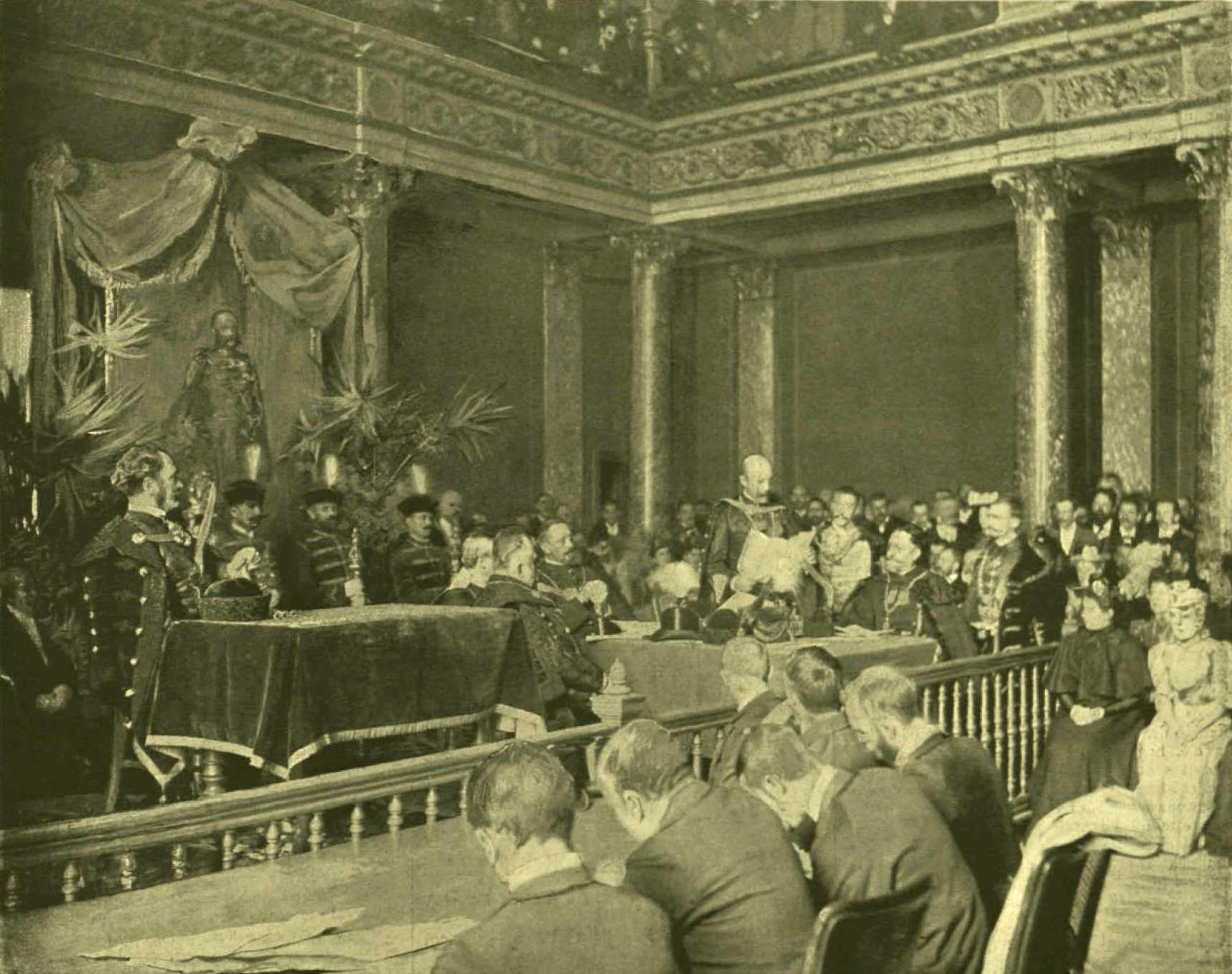
Doktorrá avatás királyi kitüntetés mellett. A Magyar Tudományos Akadémia nagy dísztermében 1895. október 30-án. A felolvasó dr. Kováts Gyula dékán

A soproni evangélikus líceumban járta ki középiskoláit, majd 1890-ben beiratkozott a Budapesti Tudományegyetemre. Itt szerzett 1895-ben magyar–latin szakos tanári, illetve bölcsészdoktori oklevelet. Királyi kitüntetés mellett, sub auspiciis Regis avatták doktorrá Hegedűs Lóránttal és Szladits Károllyal. A legutolsó ilyen doktorrá avatás 1838. július 21-én történt. Akkor gróf Cziráky Jánost avatták föl.
Előbb Gernyeszegen volt Teleki Domokos és Géza házinevelője, a Teleki fiúkkal bejárta Erdélyt és Bajorországot is, majd 1897-ben a tanári pályára lépett. Az Országos Nőképző Egyesület fővárosi leányiskolájában, 1900-tól 1917-ig az I. kerületi állami főgimnáziumban tanított. 1917-től 1931-es nyugdíjazásáig a Budapesti Középiskolai Tanárképző Intézet gyakorlógimnáziumában oktatott, 1920 után címzetes igazgatói címmel.

## Munkássága
Irodalomtörténeti kutatásai elsősorban Kemény Zsigmond és Gyulai Pál életművének pozitivista szemléletű, adatokban bővelkedő, monografikus feldolgozására, összegyűjtött műveik kritikai kiadására irányultak. Akadémiai székfoglalóit Gyulai Pál lírai költészetének fejlődése 1842-től 1858-ig (1922), illetve Gyulai Pál, az irodalomtörténet-írás művésze (1939) címen tartotta meg. Ezenkívül foglalkozott Batsányi János, Kis János, Petőfi Sándor költészetével, Rákosi Jenő publicisztikai tevékenységével, továbbá Széchenyi István és Eötvös József – műveikben kibontakozó – világnézeti fejlődésével.
Kritikákat is írt, 1931-től pedig Az Országos Református Tanáregyesület Évkönyvét szerkesztette.

### Társasági tagságai és elismerései
1921-ben a Magyar Tudományos Akadémia levelező, 1939-ben pedig rendes tagjává választották, de már 1916-tól részt vett az MTA irodalomtörténeti bizottságának munkájában. 1920-tól a Kisfaludy Társaság rendes tagja volt.
1932-ben elnyerte az MTA Marczibányi-jutalmát.

### Főbb művei
- A valószerűség és határai a művészetben. Budapest. 1894.
- Báró Kemény Zsigmond hátrahagyott művei. Szerk. Papp Ferenc. Budapest. 1914.
- Báró Kemény Zsigmond I–II. Budapest. 1922–1923. (A Magyar Tudományos Akadémia Könyvkiadó Vállalata)
- Rákosi Jenő, a hírlapíró. Budapest. 1924.
- Gyulai Pál irodalmi emlékei. Szerk. Papp Ferenc. Budapest. 1926.
- Gyulai Pál és Pataki Emília. Debrecen. 1927.
- Gyulai Pál id. Bethlen János körében. Kolozsvár. 1930 (Erdélyi Tudományos Füzetek 26.)
- Gyulai Pál I–II. Budapest. 1935–1941. (A Magyar Tudományos Akadémia Könyvkiadó Vállalata)